# 브루나이 풋살 국가대표팀
브루나이 풋살 국가대표팀은 브루나이를 대표하는 풋살 국가대표팀이다.

## 주요 대회 성적

### AFC 풋살 선수권 대회
| 연도   | 결과      | 경기      | 승        | 무        | 패        | 득점      | 실점      |
| ------ | --------- | --------- | --------- | --------- | --------- | --------- | --------- |
| 1999년 | 예선 탈락 | 예선 탈락 | 예선 탈락 | 예선 탈락 | 예선 탈락 | 예선 탈락 | 예선 탈락 |
| 2000년 | 예선 탈락 | 예선 탈락 | 예선 탈락 | 예선 탈락 | 예선 탈락 | 예선 탈락 | 예선 탈락 |
| 2001년 | 예선 탈락 | 예선 탈락 | 예선 탈락 | 예선 탈락 | 예선 탈락 | 예선 탈락 | 예선 탈락 |
| 2002년 | 조별예선  | 4         | 0         | 0         | 4         | 7         | 53        |
| 2003년 | 예선 탈락 | 예선 탈락 | 예선 탈락 | 예선 탈락 | 예선 탈락 | 예선 탈락 | 예선 탈락 |
| 2004년 | 예선 탈락 | 예선 탈락 | 예선 탈락 | 예선 탈락 | 예선 탈락 | 예선 탈락 | 예선 탈락 |
| 2005년 | 예선 탈락 | 예선 탈락 | 예선 탈락 | 예선 탈락 | 예선 탈락 | 예선 탈락 | 예선 탈락 |
| 2006년 | 불참      | 불참      | 불참      | 불참      | 불참      | 불참      | 불참      |
| 2007년 | 불참      | 불참      | 불참      | 불참      | 불참      | 불참      | 불참      |
| 2008년 | 예선 탈락 | 예선 탈락 | 예선 탈락 | 예선 탈락 | 예선 탈락 | 예선 탈락 | 예선 탈락 |
| 2010년 | 불참      | 불참      | 불참      | 불참      | 불참      | 불참      | 불참      |
| 2012년 | 불참      | 불참      | 불참      | 불참      | 불참      | 불참      | 불참      |
| 2014년 | 예선 탈락 | 예선 탈락 | 예선 탈락 | 예선 탈락 | 예선 탈락 | 예선 탈락 | 예선 탈락 |
| 2016년 | ?         |           |           |           |           |           |           |
| 합계   | 1/13      | 4         | 0         | 0         | 4         | 7         | 53        |